# Carole Vinci
Carole Vinci (* 15. Oktober 1949 in Genf) ist eine Schweizer Sängerin.

## Leben und Wirken
Carole Vinci wuchs in Genf auf und studierte hier auch. Sie arbeitete bis zur Geburt ihrer Kinder als Gymnastiklehrerin. Sie trat seit 1972 regelmäßig als Solistin oder als Chormitglied auf. Bereits 1976 erschien mit Eh soleil ! eine wenig beachtete Single von ihr. Seinerzeit nannte sie sich Carol Vinci.
1977 nahm sie an der Schweizer Vorentscheidung zum Eurovision Song Contest 1977 teil. Mit Dites-moi ce qu'est l'amour erreichte sie den vierten Platz, den sie sich mit Piera Martell teilte. Im Januar 1978 nahm sie erneut an der Vorentscheidung teil und hatte dieses Mal mehr Glück, sie gewann. Sie vertrat die Schweiz beim Eurovision Song Contest 1978 in Paris mit ihrem emotionalen Chanson Vivre (deutsch: Leben), der den neunten Platz mit 65 Punkten erreichte. Sie teilte sich diesen Platz mit dem spanischen Sänger José Vélez, der mit seinem Titel Bailemos un vals ebenfalls 65 Punkte erhielt.
Das Lied wurde im Anschluss auch in einer deutschen Version, Vivre, Vivre heißt Leben, veröffentlicht. Ein Jahr später veröffentlichte sie – erneut als Carol Vinci – die LP Rockin’Ly Yours.
Laut dem Buch Ein Lied kann eine Brücke sein soll Vinci später die Leitung einer Käserei übernommen haben und 1990 ins Musikgeschäft zurückgekehrt sein. Darüber hinaus gibt es keine weiteren Informationen über ihren Werdegang.